# Kuprešani
Kuprešani – wieś w Bośni i Hercegowinie, w Federacji Bośni i Hercegowiny, w kantonie środkowobośniackim, w gminie Jajce. W 2013 roku liczyła 770 mieszkańców, z czego większość stanowili Boszniacy.